# Aleksiej Kułakowski
Aleksiej Jelisiejewicz Kułakowski, ps. Eksiukulach Eleksiej (ur. 4 marca 1877 w ułusie tattińskim, zm. 6 czerwca 1926 w Moskwie) – jakucki poeta i pisarz. Jeden z twórców literatury jakuckiej, obok Aniempodista Sofronowa i Nikołaja Nieustrojewa. 

## Życiorys
Ukończył szkołę realną, następnie pracował jako niski rangą urzędnik oraz jako nauczyciel. Był jednym z pierwszych jakuckich twórców literatury. Jego twórczość czerpie z folkloru Jakutów, w tym z ustnej twórczości ludowej, oraz z klasycznej rosyjskiej literatury realistycznej. Przyjaźnił się z rosyjskimi zesłańcami na Syberię, narodnikami. Jego wiersz "Zaklinanije Bajanaja", napisany w 1900, jest pierwszym w historii utworem pisanej literatury jakuckiej. Jest autorem dziesiątek wierszy i poematów, spośród których wyróżnia się napisany w 1910 utworów "Snowidienija szamana", wyróżniający się poziomem refleksji filozoficznej i obrazowości języka, powstały po długich rozważaniach Kułakowskiego nad losami Jakutów i obecną sytuacją na świecie. W 1908 Kułakowski przełożył na język jakucki fragmenty poematu Michaiła Lermontowa Demon. 
W 1912 wystąpił z planem "ratowania ludu jakuckiego" i jego kultury, sugerując skupienie się Jakutów wokół inteligencji i tojonów (tradycyjnych przywódców jakuckich). Twierdził, że wpędzając Jakutów w biedę, bogacze wyrobili u nich zarazem energię i gotowość do ciężkiej pracy. Tworzył pod pseudonimem Eksikulach Aleksiej, używając nazwy mitycznego jakuckiego orła o dwóch głowach. Uważał się równocześnie za Jakuta, jak i za obywatela wielkiej Rosji, państwa, którego częścią pozostawała i winna pozostawać Jakucja. 
W 1917 został komisarzem Rządu Tymczasowego na okręg wierchojański. Był przeciwny rewolucji październikowej i nie uznawał rządów Rady Komisarzy Ludowych ani Centralnego Komitetu Wykonawczego Rad Syberii, w marcu 1918 kierowany przez niego zjazd okręgowy określił bolszewików jako "niewiernych synów ojczyzny, zarówno Moskwy, jak i Syberii". W pierwszym okresie władzy radzieckiej do Jakucji (lipiec-sierpień 1918) ukrywał się w tundrze. Powrócił do działalności publicznej po powstaniu Ogólnorosyjskiego Rządu Tymczasowego w Omsku. 
Po klęsce Aleksandra Kołczaka i zwycięstwie bolszewików w wojnie domowej w Rosji Kułakowski był zatrudniony w instytucjach kulturalno-oświatowych, był także nauczycielem. Brał udział w antybolszewickim powstaniu Jakutów w 1922. Zostało ono stłumione, jednak jego przywódców objęto amnestią, dzięki której Kułakowski mógł wrócić do Jakucka i przygotowywać swoje prace literackie i krajoznawcze do publikacji. W 1925 wyruszył do Baku na I zjazd turkologiczny, jednak zachorował i zmarł w drodze. Został pochowany na Cmentarzu Daniłowskim w Moskwie. 
W 1943 biuro obwodowego komitetu KPZR zabroniło druku, rozpowszechniania i studiowania tekstów Kułakowskiego, ogłoszonego "nacjonalistą", jednak już rok później decyzja ta została zmieniona. W 1952 ten sam organ partyjny ponownie zabronił druku dzieł jakuckiego poety. W 1962 partia ponownie ogłosiła, że Kułakowski był jednym z pierwszych twórców literatury jakuckiej, wybitnym działaczem kulturalnym i społecznym, a ostatnie ograniczenia dotyczące publikowania jego tekstów zostały zniesione podczas pieriestrojki.
W 1992 rząd Republiki Jakucji wystawił na jego grobie nowy pomnik. Kułakowski jest patronem szeregu instytucji kulturalnej w Jakucji, przyznawana jest również nagroda jego imienia za działalność na rzecz kultury duchowej ludów Jakucji.